# Lobsang Thubten Jigme Gyatsho
| Tibetische Bezeichnung                                                                       |
| -------------------------------------------------------------------------------------------- |
| Tibetische Schrift: བློ་བཟང་ཐུབ་བསྟན་འཇིགས་མེད་རྒྱ་མཚོ་                                               |
| Wylie-Transliteration: blo bzang thub bstan 'jigs med rgya mtsho                             |
| Chinesische Bezeichnung                                                                      |
| Vereinfacht: 洛桑土登晋美嘉措; 罗桑图旦季美嘉措; 罗桑图旦久美嘉措                            |
| Pinyin:Luosang Tudeng Jinmei Jiacuo; Luosang Tudan Jimei Jiacuo; Luosang Tudan Jiumei Jiacuo |

 Lobsang Thubten Jigme Gyatsho (tib. blo bzang thub bstan 'jigs med rgya mtsho; geb. 1792; gest. 1855) war ein tibetischer Trülku innerhalb der Hierarchie der Gelug-Schule des tibetischen Buddhismus. Er war der 3. Jamyang Shepa des Labrang-Klosters (bla-brang bkra-shis-'khyil) in der Region Amdo von Tibet (in Gansu).

## Leben
Er wurde in Tongren, Qinghai, geboren. Er kam 1798 im Alter von sieben Jahren ins Kloster Labrang. 1809 reiste er zum Dharmastudium nach Tibet und trat in das Gomang-Kolleg (sgo mang) des Drepung-Klosters ein. 1811 machte er das Bhikkhu-Gelübde und kehrte 1813 ins Kloster Labrang zurück. Im Alter von 26 Jahren wurde er zum Chiwa (chin. 赤哇; Abt) des Labrang-Klosters ernannt, und im Alter von 59 Jahren wurde er auch zu dem des Kumbum-Klosters. Später ernannte ihn der Daoguang-Kaiser zum (buddhistischen) Fufa-Meister (chin. 扶法禅师). Er starb im Jahr 1855.